# Noticias Caracol
Noticias Caracol é um telejornal colombiano exibido pelo Caracol Televisión desde 10 de julho de 1998.